# Cho Ka Ka O
Cho Ka Ka O (« Chaud cacao ») est une chanson d'Annie Cordy, sortie en 1985.

## Succès populaire

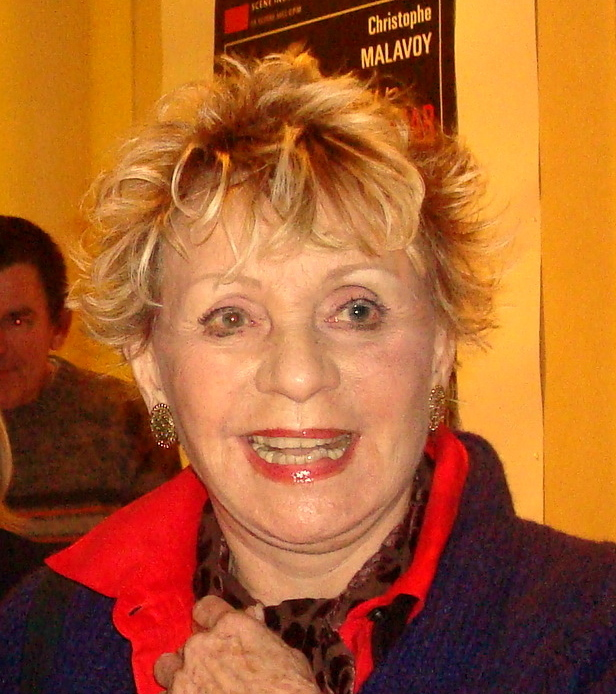
Annie Cordy.

Initialement chanson pour enfants (la créatrice de la chanson enregistre un clip entouré d'enfants), signée par Vivien Valley, Patrick Bousquet et Pierre Carrel, Cho Ka Ka O fait partie des plus gros succès d'Annie Cordy, avec Tata Yoyo ou La Bonne du curé. Le 45 tours s'est vendu à environ 300 000 exemplaires en France.
La face B de la 1re édition du 45 tours comporte le titre Tous les bébés sont des géants.

## Classements
| Classement (1985) | Meilleure position |
| ----------------- | ------------------ |
| France (SNEP)     | 18                 |

## Polémique
En 2021, à la suite du changement de nom du tunnel Léopold II à Bruxelles, rebaptisé tunnel Annie Cordy à l'occasion d'un vote populaire, Apolline Vranken et Mireille-Tsheusi Robert, présidente de l'association sans but lucratif de droit belge BAMKO, créée en 1987 à Bruxelles, reviennent sur la chanson qu'elles estiment être raciste : « C'est une chanson qu'on ne peut pas effacer du patrimoine belge, ni Annie Cordy d'ailleurs, mais ce qui est le plus important, c'est d'en être conscient. »,. Thèse que l'auteur, Vivien Vallay, soutenu par l’animateur français Arthur et la comédienne belge Virginie Hocq, dément formellement. Il explique lors d'une interview : « La vocation de cette chanson ne l’est pas [raciste] et ne le sera jamais de chez jamais ! ». Il ajoute également : « Ce que je sais, c’est que quand je fais quelque chose, c’est toujours au premier degré [...] J’ai su par le passé que ma chanson avait été accusée de racisme, même de pédophilie. C’est incroyable ! ».

## Reprises
L'humoriste et militant Dieudonné détourne les paroles de la chanson, retitrée Shoananas en référence à l'extermination du peuple juif,,,. Celui-ci est condamné à 28 000 euros d'amende par les tribunaux français pour diffamation, injure, incitation à la haine raciale et à la discrimination raciale.

## Sources
1. ↑  « Annie Cordy », France Inter (consulté le 26 avril 2014).
2. ↑  Ventes de 1985.
3. ↑  Lescharts.com – AnnieCordy – Cho ka ka o. SNEP. Hung Medien. Consulté le 7 septembre 2020.
4. ↑  Site bamko.org, présentation de l'association, consulté le 11 avril 2021.
5. ↑  « Polémique autour du tunnel rebaptisé Annie Cordy à Bruxelles : "Chaud cacao", une chanson raciste? (vidéo) », sur rtl.be, RTL Info, 14 mars 2021 (consulté le 5 janvier 2024).
6. ↑  « Annie Cordy décriée pour sa chanson «Chaud cacao», accusée d’être raciste (vidéo) », sur Soirmag, 15 mars 2021 (consulté le 15 mars 2021).
7. ↑  Site rtbf.be, article de K.F "Cho Ka Kao d'Annie Cordy, une chanson raciste ? "Elle ne l'est pas et ne le sera jamais" réagit son auteur Vivien Vallay", consulté le 11 avril 2021.
8. ↑  « La vidéo "Shoananas" de Dieudonné retirée de YouTube, toujours visible », sur Le Nouvelliste, 7 août 2015 (consulté le 26 novembre 2019).
9. ↑  (en) « France considers ban on comedian at center of ‘quenelle’ row », sur The Times of Israel, 30 décembre 2013 (consulté le 26 novembre 2019).
10. ↑  Soren Seelow, « Dans son spectacle, Dieudonné repousse les limites de la provocation », sur Le Monde, 3 janvier 2014 (consulté le 26 novembre 2019).
11. ↑  « "Shoananas" : Youtube retire une vidéo de Dieudonné se moquant de la Shoah », sur RTL, 16 janvier 2014 (consulté le 26 novembre 2019).
12. ↑  Shoah-nanas- Dieudonné condamné à 28000 euros d'amende en appel, Libération, 28 novembre 2013.